# Joop den Uyl
Johannes Marten (Joop) den Uijl (Hilversum, 9 augustus 1919 – Amsterdam, 24 december 1987) was een Nederlands politicus van de Partij van de Arbeid (PvdA). Van 1973 tot 1977 was hij minister-president van Nederland. Zijn achternaam luidde officieel 'Den Uijl', maar hij gebruikte altijd de spelling 'Den Uyl'.
Den Uyl, afkomstig uit een gereformeerd gezin en eerder werkzaam als ambtenaar en journalist, bestuurde vanaf 1949 het wetenschappelijk bureau van de PvdA. Na het lidmaatschap van de Amsterdamse gemeenteraad werd hij in 1956 in de Tweede Kamer gekozen. Na een wethouderschap in Amsterdam (1962-1965) diende hij in het kabinet-Cals (1965-1966) als minister van Economische Zaken. Zijn grootste bekendheid vergaarde hij daarna: eerst als fractievoorzitter, progressief oppositieleider en premier van zijn eigen schaduwkabinet, vervolgens als minister-president na de Tweede Kamerverkiezingen 1972.
Het kabinet-Den Uyl (1973-1977) beschikte over een ruime parlementaire meerderheid en was qua samenstelling het progressiefste kabinet in de parlementaire geschiedenis. Het kabinet probeerde de bestaande ongelijkheid te bestrijden door overheidsinvesteringen, belastingmaatregelen en uitbreidingen van de sociale voorzieningen, maar moest vanaf 1975 vanwege economische tegenwind de uitgaven beperken. Tegelijkertijd kreeg Den Uyl als premier te maken met de oliecrisis van 1973 (die leidde tot de invoering van de autoloze zondag), de Lockheed-affaire, de zaak-Menten, twee Zuid-Molukse treinkapingen (bij De Punt en Wijster) en de Surinaamse onafhankelijkheid. Het kabinet kwam voortijdig ten val door de crisis over de grondpolitiek.
Na de Tweede Kamerverkiezingen 1977 volgde een nieuwe periode in de oppositie, een kortstondig ministerschap van Sociale Zaken in het 'vechtkabinet' Van Agt II (1981-1982) en een laatste ronde in de oppositie tegen de kabinetten-Lubbers. Den Uyl werd in 1986 opgevolgd als fractie- en partijleider door Wim Kok. Hij bleef hierna Kamerlid tot aan zijn dood in december 1987.
Den Uyl maakte naam als een idealistisch, maar ook polariserend politicus. Met zijn pleidooi voor "de verbeelding aan de macht" en de maakbare samenleving sprak hij zich uit voor de kracht van ideeën en idealisme. In de ministerraad had hij een dominante rol, en was daar meer de felle vechter voor zijn eigen standpunten dan een samenbindende leider.

## Jeugd en loopbaan
Den Uyl werd geboren in een streng gereformeerd gezin. Zijn vader Johannes was mandenmaker en had een winkel in rietwerk. Hij overleed toen Den Uyl tien jaar oud was.
Den Uyl bezocht van 1931 tot 1936 het Christelijk Lyceum in Hilversum. Als puber gaf hij in enkele opstellen blijk van zijn afkeer van het socialisme met zijn "klassenstrijd" en "vele andere verderfelijke leerstellingen". Den Uyl had sympathieën voor Adolf Hitler. Deze kwamen tot uitdrukking in opstellen die hij tijdens zijn schooltijd schreef. Daarin sprak Den Uyl van een „herboren, zelfbewust [Duits] volk” dat in „eensgezindheid om den Führer (was) geschaard”. In dezelfde opstellen uitte hij echter ook zijn afwijzing van de rassenleer en derhalve Jodenvervolging. Den Uyl was enkele jaren lid van de gereformeerde, antirevolutionaire politieke jongerenvereniging ARJA (later Anti-Revolutionaire Jongerenstudieclubs, ARJOS); in verkiezingstijd verspreidde hij propagandamateriaal voor de Anti-Revolutionaire Partij. Na zijn middelbare school studeerde Den Uyl economie aan de Universiteit van Amsterdam. Hij was actief lid van de gereformeerde studentenvereniging SSRA te Amsterdam.
Toen Duitsland in 1940 Nederland binnenviel, nam Den Uyl uit innerlijke overtuiging duidelijk afstand van het nationaalsocialisme, aldus zijn biografe Anet Bleich. Het kwam tot een definitieve breuk toen een Joodse vriendin, Leonie Norden, in januari 1943 op transport naar Oost-Europa werd gesteld. In de loop van de oorlog keerde hij daarbij ook zijn gereformeerde achtergrond langzaam de rug toe. Den Uyl beschouwde zichzelf vanaf toen als agnost.
In de eerste helft van 1942 behaalde hij te Amsterdam nog zijn doctoraalexamen. Vanaf 1942 tot het einde van de Duitse bezetting op 6 mei 1945 was hij ambtenaar bij het Rijksbureau Prijsvorming Chemische Producten (RB PCP) van het departement van Economische Zaken onder secretaris-generaal Hans Hirschfeld in Den Haag. In die periode kwam hij in contact met de illegale Parool-groep en was hij medewerker van het illegale blad De Nieuwe Vrijheid.
Na de Tweede Wereldoorlog werd Den Uyl journalist bij Het Parool en Vrij Nederland. Van januari 1949 tot 1963 was hij directeur van de Wiardi Beckman Stichting, het wetenschappelijk bureau van de PvdA. Onder zijn leiding werd veel gepubliceerd. Bekende uitgaven waren 'Om de kwaliteit van het bestaan' en 'De weg naar de Vrijheid'. Ze vormden lang de praktische leidraad en ideologische basis voor de PvdA.

## Politiek

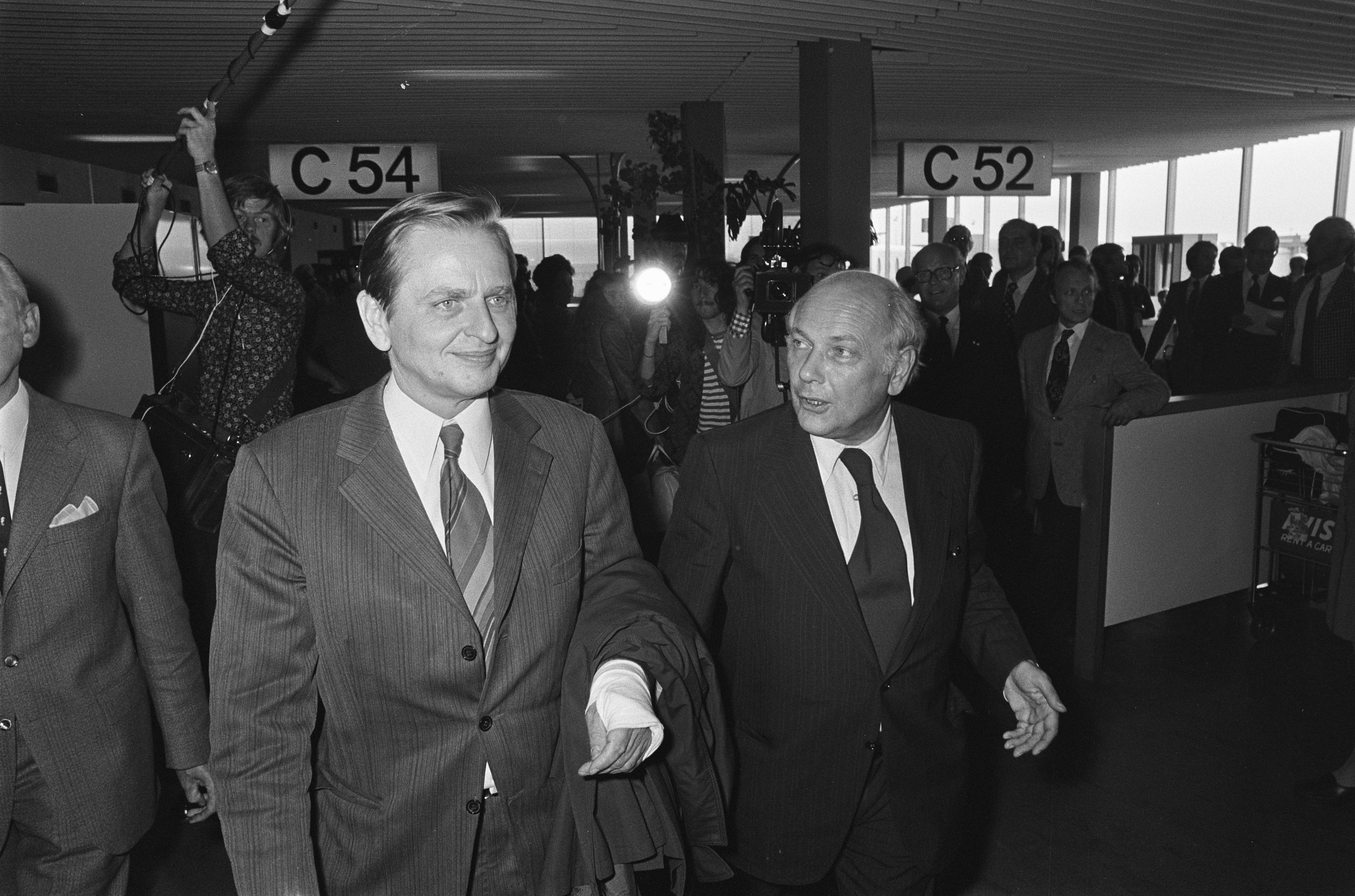
Premier van Zweden Olof Palme en minister-president Joop den Uyl op Schiphol op 11 september 1974.

Amerikaanse minister van Buitenlandse Zaken Henry Kissinger en minister-president Joop den Uyl bij het Catshuis op 11 augustus 1976.

In 1953 werd Den Uyl gekozen als lid van de gemeenteraad van Amsterdam. Dat zou hij blijven tot 1965. In 1956 werd hij tevens lid van de Tweede Kamer der Staten-Generaal (tot 1963). Als wethouder voor Economische Zaken van de gemeente Amsterdam (1963-1965) was Den Uyl voorstander van grootschalige projecten. De twee projecten waar hij zich het sterkst voor inzette waren de bouw van de nieuwe stadswijk Bijlmer bekend als de Bijlmerkwestie en de vestiging van petrochemische industrie in Amsterdam. Dit laatste lukte niet.
Na een periode als wethouder werd hij minister van Economische Zaken in het kabinet-Cals. In deze functie hield hij op 17 december 1965 een historische toespraak in de stadsschouwburg van Heerlen, waarin hij de sluiting van alle Nederlandse steenkolenmijnen aankondigde. Zijn belofte was dat er geen mijn dicht zou gaan, voordat iedereen vervangend werk had gevonden. Van die belofte kwam weinig terecht.
Omdat toenmalig PvdA-leider Anne Vondeling zich impopulair had gemaakt als minister van Financiën, werd Den Uyl aangewezen als de nieuwe partijleider bij de vervroegde Tweede Kamerverkiezingen 1967, die volgden op de val van het kabinet-Cals. Den Uyl werd tevens in heel Nederland lijsttrekker van de PvdA. De partij verloor zes zetels en belandde in de oppositie.
Van 1967 tot 1973 was hij fractieleider van de PvdA in de Tweede Kamer. Hij was de premier van het eerste (en enige) schaduwkabinet, het schaduwkabinet-Den Uyl. Door de confrontatie aan te gaan met de VVD en de confessionele partijen wilde het progressieve schaduwkabinet via de stembus voldoende macht in de Tweede Kamer veroveren om een ambitieus programma van sociale hervormingen door te voeren.
In diezelfde periode kreeg Den Uyl als partijleider binnen de partij te maken met de vernieuwingsbeweging Nieuw Links. Deze beweging vond dat de koers van de partij te onduidelijk en conservatief was. De vernieuwers wensten een linkser standpunt en eveneens herbezinning op de relatie tot het wetenschappelijk marxisme. Den Uyl vond dat ze een aantal oppervlakkige ideeën hadden, maar ging de confrontatie niet aan. In plaats daarvan probeerde hij ruimte te scheppen voor de jongeren.

### Kabinet-Den Uyl
Van 11 mei 1973 tot 19 december 1977 was Den Uyl minister-president in het kabinet-Den Uyl. In deze periode werd hij geconfronteerd met een olieboycot door Arabische olieproducerende landen als gevolg van de Nederlandse militaire steun aan Israël in de Jom Kipoeroorlog (oktober 1973). PvdA-minister van defensie Henk Vredeling had hier een heel eigen rol gespeeld, door de KVP-staatssecretaris van Defensie Cees van Lent niet over de militaire steun aan Israël te informeren. Vredeling vertrouwde hem en de KVP niet. In de kring rondom Den Uyl werden katholieken in zaken aangaande de Tweede Wereldoorlog, en met name als de Joodse kwestie erbij kwam, niet vertrouwd. Zij werden beschouwd als antisemieten. Met de oliecrisis werd voor het eerst duidelijk dat de economische groei die Nederland kende vanaf eind jaren 50 niet oneindig was. De eerste barsten in de maakbare samenleving werden zichtbaar. Den Uyl meende in zijn torentjestoespraak van 1 december 1973: "Zo bezien, keert de wereld van voor de oliecrisis niet terug." Het kabinet besloot tot distributie van benzine en stelde een autoloze zondag in.
Tijdens deze kabinetsperiode werd Den Uyl ook geconfronteerd met de Lockheed-affaire. Hij werd door velen geprezen om de wijze waarop hij deze omkoopaffaire rond de prins-gemaal Bernhard van Lippe-Biesterfeld afhandelde. Een tweede vergelijkbare affaire rond Northrop werd door hem geheimgehouden.
Verder werden in deze jaren onderhandelingen gevoerd met Suriname over onafhankelijkheid. Deze werd op 25 november 1975 een feit en leidde tot een grote stroom emigranten naar Nederland. Den Uyl, Pronk en De Gaay Fortman speelden in die onderhandelingen een cruciale rol.
In maart 1977 viel het kabinet door een onoverbrugbaar meningsverschil tussen de KVP en de progressieve partijen over de grondpolitiek. Door grondspeculaties werd grond steeds duurder en daardoor stegen bijvoorbeeld de kosten voor woningbouw. Om dat te beperken, wilde de PvdA dat gemeenten een voorkeursrecht kregen bij grondaankoop. Verder moesten eigenaren bij onteigening niet op basis van de waarde in het vrije economische verkeer worden schadeloosgesteld, maar volgens de gebruikswaarde van de grond.
Ook de houding van de PvdA-fractie jegens de katholieke minister van Justitie Dries van Agt ten tijde van de zaak-Menten zou een rol gespeeld hebben.
De PvdA ging de verkiezingen in onder de leus "Kies de minister-president". Die verkiezingen werden overschaduwd door de treinkaping bij De Punt door negen gewapende Zuid-Molukkers en de gijzeling van een lagere school in Bovensmilde door vier Zuid-Molukse jongeren. De PvdA won ten koste van de kleine linkse partijen tien zetels en had met 53 zetels de grootste fractie ooit. Een tweede kabinet-Den Uyl lag dus in de lijn der verwachting. Aangezien een coalitie met de VVD vooraf al uitgesloten was, zou voor een nieuwe regering samengewerkt moeten worden met het nieuw gevormde Christen-Democratisch Appèl (CDA) waar naast de KVP en ARP nu ook de conservatieve CHU in vertegenwoordigd was, een protestants-christelijke partij die in 1973 door slim onderhandelen van formateur Jaap Burger buiten het kabinet was gebleven. Na 208 dagen van moeizame onderhandelingen mislukte de formatie met het CDA. Van Agt ging vervolgens met de VVD in zee en vormde in korte tijd het kabinet-Van Agt I. De persoonlijke verhouding tussen Den Uyl en Van Agt die tijdens Van Agts ministerschap in zijn kabinet steeds moeizamer was geworden - Van Agt had zich als oorspronkelijk progressieve jurist in 1973, gaandeweg steeds conservatiever getoond - was voorgoed verstoord.

### Na het premierschap
Onder Den Uyls leiding voerde de PvdA oppositie van 1977 tot 1981 tegen het kabinet-Van Agt I, dat de rit uitzat. Bij de daarop volgende verkiezingen verloor de PvdA negen zetels, het CDA één en de VVD twee. Grote winnaar van de verkiezingen was D66 onder Jan Terlouw, die van acht naar zeventien zetels ging.
D66 en de PvdA gingen de onderhandelingen in met het CDA - voor beide was de VVD uitgesloten. Na een moeizame formatie volgde een weinig succesvol kabinet met Van Agt als premier. Den Uyl werd vicepremier en minister van Sociale Zaken en Werkgelegenheid. Dit kabinet-Van Agt II hield het maar 8 maanden vol en stond bekend als het 'vechtkabinet'. De relatie tussen met name Van Agt en Den Uyl was zo gespannen, dat het kabinet al van meet af aan gedoemd was te mislukken.
In 1982 werd vervolgens een kabinet van CDA en VVD geformeerd. Den Uyl werd opnieuw fractieleider van de PvdA en bleef dat tot 1986. Inmiddels was de strijd om zijn opvolging losgebarsten. Deze werd ten slotte gewonnen door oud-vakbondsleider Wim Kok.

## Persoonlijk
Doordat Den Uyl graag las, kwam hij in contact met de uitgever Geert van Oorschot. In diens omgeving ontmoette hij Liesbeth van Vessem. Hij trouwde met haar in 1944. Ze kregen tussen 1946 en 1965 vier dochters en drie zonen, door cabaretier Wim Kan ooit schertsend "de Uylskuikens" genoemd. Hun dochter Saskia (1946) was tussen 1994 en 2006 fractielid van de PvdA in de Tweede Kamer. Dochter Barbara (1949) is filmmaakster. De loopbaan van zoon Xander (1953) kenmerkt zich door het bekleden van vele bestuurlijke functies, vanaf 1979 tot 2015. Zo was hij onder andere van 2004 tot 2010 bondssecretaris van Abvakabo FNV en van 2007 tot 2015 voorzitter van de raad van toezicht van de Dunamare Onderwijsgroep. Tot en met heden bekleedt hij nog zes functies binnen bestuurlijke organisaties. Zijn vrouw zei ooit over Den Uyls geloofsopvatting: 'Hij gelooft niet meer in God, maar gelooft nog wel dat God in hem gelooft.'
In 1985 ontving Den Uyl van zijn alma mater, de Universiteit van Amsterdam, een eredoctoraat. Tot die tijd werd Den Uyl wel aangeduid met "de doctorandus uit Buitenveldert".

### Overlijden

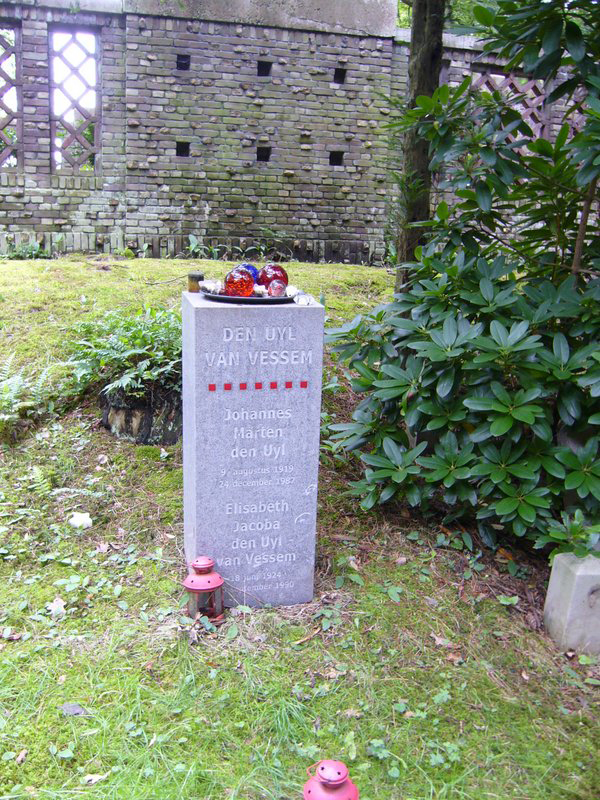
Het graf van Joop en Liesbeth den Uyl-van Vessem op Westerveld

Op 24 oktober 1987 werd bekendgemaakt dat Den Uyl ongeneeslijk ziek was. Precies twee maanden later, op 24 december 1987, overleed hij op 68-jarige leeftijd aan een hersentumor.

## Eerbetoon
- Grootofficier in de Orde van Oranje-Nassau (9 september 1982)
- Commandeur in de Orde van Oranje-Nassau (11 april 1978)
- Eremedaille voor Voortvarendheid en Vernuft van de Huisorde van Oranje (19 september 1974)
- Ridder in de Orde van de Nederlandse Leeuw (5 december 1966)
- Grootofficier in de Ere-Orde van de Palm (Suriname)

Diverse plaatsen en steden vernoemden plekken in de openbare ruimte naar hem. Zaanstad leverde een Dr. J.M. den Uylweg, een Dr. J.M. den Uylbrug en een Monument voor Joop den Uyl.